# Cromwell (Nový Zéland)

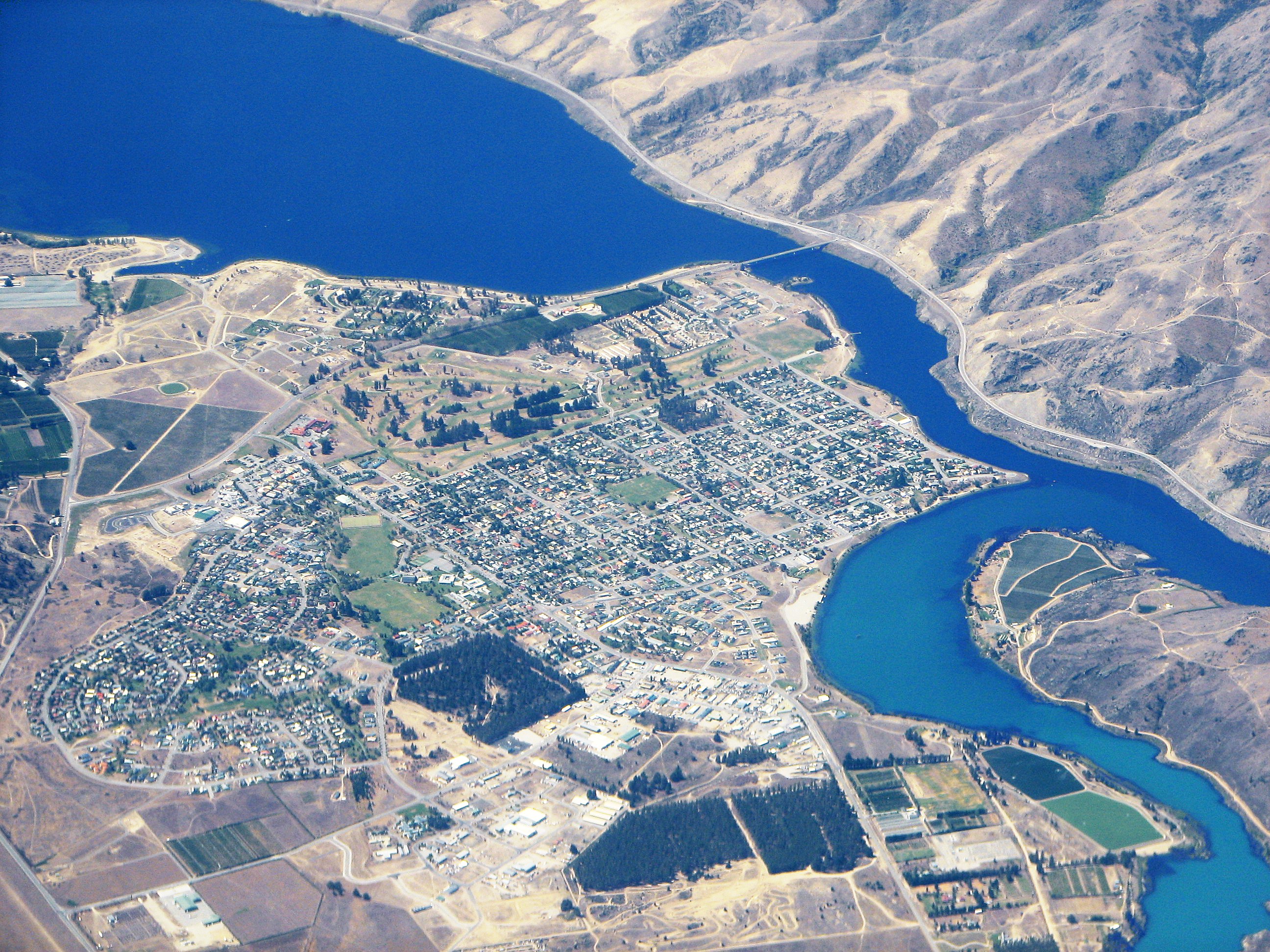
Letecký snímek Cromwellu

Cromwell je novozélandské město v regionu Otago na Jižním ostrově. Město leží na soutoku řek Clutha River a Kawarau River, které se následně vlévají do přehradní nádrže Lake Dunstan. Podle sčítání lidu z roku 2006 mělo město 3 585 obyvatel, což činí nárůst o 34,4 % oproti roku 2001. Město je pojmenováno po Oliveru Cromwellovi.
Nachází se mezi dálnicemi State Highway 6, vedoucí 50 km na sever do Wanaky a 60 km na západ do Queenstownu a State Highway 8, vedoucí 75 km na severovýchod do průsmyku Lindis Pass a 33 km na jih do Alexandry.